# Deetzer Hügel Ergänzung
Deetzer Hügel Ergänzung este o arie protejată (arie specială de conservare — SAC, sit de importanță comunitară — SCI) din Germania întinsă pe o suprafață de 54,25 ha, integral pe uscat.

## Localizare
Centrul sitului Deetzer Hügel Ergänzung este situat la coordonatele 52°24′53″N 12°49′33″E / 52.4147°N 12.8258°E.

## Înființare
Situl Deetzer Hügel Ergänzung a fost declarat sit de importanță comunitară în martie 2004.

## Biodiversitate
Situată în ecoregiunea continentală, aria protejată conține 2 habitate naturale: Pajiști calcaroase din nisipuri xerice, Pajiști stepice subpanonice.
La baza desemnării sitului se află un număr nedeclarat de specii protejate.